# Danh sách đĩa nhạc của SGO48
SGO48 ra mắt vào ngày 1 tháng 8 năm 2019 với việc phát hành đĩa đơn kỹ thuật số đầu tiên của nhóm ''Heavy Rotation'' vào ngày 15 tháng 8 năm 2019. Bao gồm các bài hát: Heavy Rotation, Shonichi (Ngày đầu tiên), Aitakatta (Lời từ lòng tôi), SGO48. Đĩa đơn đã bán được hơn 1840 bản và giúp nhóm trở thành nhóm nhạc có doanh số đĩa đơn cao nhất từ trước tới giờ.
Ngày 29 tháng 12 năm 2019, SGO48 phát hành đĩa đơn kỹ thuật số thứ 2 mang tên ''Koisuru Fortune Cookie''. Bao gồm các bài hát: Koisuru Fortune Cookie (Thất tình tích cực), Namida Surprise (Nước mắt bất ngờ), 365 Nichi Kamihikōki (365 ngày máy bay giấy), Shōjotachi Yo (Các bạn gái tôi ơi).
Ngày 20 tháng 12 năm 2020, sau gần 1 năm ra mắt đĩa đơn kỹ thuật số thứ 2, SGO48 phát hành đĩa đơn kỹ thuật số thứ 3 mang tên "RIVER". Bao gồm các bài hát: RIVER, Ponytail To Shushu, SGO Festival (Lễ hội SGO).
Ngày 25 tháng 12 năm 2021, nhóm ra mắt sản phẩm Original Song đầu tiên mang tên ABCDEFA! do Đức Vương - một staff của công ty YAG Entertainment - sáng tác. Bài hát đã giúp cho nhóm được nhiều người biết đến và được top 1 trending TikTok tuy nhóm đã tan rã.

## Đĩa đơn kỹ thuật số
| Năm  | STT | Tựa đề                 | Danh sách bài hát | Thông tin                                                                | Doanh số     |
| 2019 | 1   | Heavy Rotation         | Danh sách 1. Heavy Rotation 2. Shonichi (Ngày đầu tiên) 3. Aitakatta (Lời từ lòng tôi) 4. SGO48                                                                                      | - Phát hành: 15 tháng 8, 2019 - Hãng: YAG - Định dạng: Digital download  | - VN: 1.840+ |
| 2019 | 2   | Koisuru Fortune Cookie | Danh sách 1. Koisuru Fortune Cookie (Thất tình tích cực) 2. Namida Surprise (Nước mắt bất ngờ) 3. 365 Nichi Kamihikōki (365 ngày máy bay giấy) 4. Shōjotachi Yo (Các bạn gái tôi ơi) | - Phát hành: 29 tháng 12, 2019 - Hãng: YAG - Định dạng: Digital download | - VN: 4500+  |
| 2020 | 3   | RIVER                  | Danh sách 1. RIVER 2. Ponytail To Shushu 3. SGO Festival (Lễ hội SGO) 4. RIVER (off-vocal)                                                                                           | - Phát hành: 20 tháng 12, 2020 - Hãng: YAG - Định dạng: Digital download | - VN: 8000+  |

## Một số bài hát khác

### Cả nhóm
| Năm  | Tựa đề                      |
| 2020 | nCoV (never Cry over Virus) |

### Solo
| Năm  | Tựa đề           | Thành viên | Ghi chú            |
| 2021 | Cần nhớ mùa dịch | Ánh Sáng   | Sáng tác: Ánh Sáng |

## Danh sách video

### Video âm nhạc

#### Cả nhóm
| Năm  | Ngày phát hành    | Tên                                         | Thành viên | Đĩa đơn                | Ghi chú                                                                                  |
| 2019 | 1 tháng 8, 2019   | Heavy Rotation                              | Anna (Center), Ánh Sáng, Hikari, Janie, Kaycee, Linh Mai, Lệ Trang, Mochi, Mon, Minxy, Sachi, Sunny, Thu Nga, Tiên Linh, Trùng Dương, Trúc Phạm      | Heavy Rotation         | MV debut của nhóm                                                                        |
| 2019 | 12 tháng 12, 2019 | Koisuru Fortune Cookie - Thất tình tích cực | Ánh Sáng (Center), Anna, Hikari, Janie, Kaycee, Linh Mai, Lệ Trang, Mochi, Mon, Sachi, Sunny, Thu Nga, Tiên Linh, Trùng Dương, Trúc Phạm, Xuân Ca    | Koisuru Fortune Cookie | Chuyển ngữ lời Việt: Nhạc sĩ Huy Tuấn, Kaycee                                            |
| 2020 | 26 tháng 2, 2020  | nCoV (never Cry over Virus)                 | Thu Nga (Center), Janie, Kaycee, Linh Mai, Sachi, Xuân Ca                                                                                            | –                      | Đạo diễn: Kaycee                                                                         |
| 2020 | 26 tháng 2, 2020  | nCoV (never Cry over Virus)                 | Thu Nga (Center), Janie, Kaycee, Linh Mai, Sachi, Xuân Ca                                                                                            | –                      | Sáng tác: Kaycee, Thu Nga                                                                |
| 2020 | 18 tháng 9, 2020  | Shonichi - Ngày đầu tiên                    | Cả nhóm | Heavy Rotation         | Center: Anna                                                                             |
| 2020 | 20 tháng 12, 2020 | RIVER                                       | Kaycee (Center), Ni Ni, Ánh Sáng, Anna, Ashley, Hikari, Janie, Linh Mai, Mẫn Nghi, Mochi, Tammy, Thu Nga, Tiên Linh, Trùng Dương, Trúc Phạm, Xuân Ca | RIVER                  | Được tuyển chọn thông qua chương trình Senbatsu Battle                                   |
| 2021 | 25 tháng 12, 2021 | ABCDEFA                                     | Ánh Sáng, Ashley, Hikari, Janie, Kaycee, Mochi, Trùng Dương                                                                                          | ABCDEFA                | Được tuyển chọn thông qua sự kiện bắt tay lần thứ ba, bài hát original đầu tiên của nhóm |

#### Hợp tác
| Năm  | Ngày phát hành   | Tên               | Thành viên                                    | Ghi chú |
| 2020 | 9 tháng 6, 2020  | Bao La Việt Nam   | Anna                                          | Kết hợp với Hương Ly, Ly Ly, Minh Hằng, Bùi Công Nam, Liên Bỉnh Phát, Han Sara, Lê Ngọc Trinh, Anh Thám Tử (Vinh Trần), X2X, Võ Hoàng Yến |
| 2020 | 3 tháng 12, 2020 | Run For The Heart | Ashley, Janie, Linh Mai, Thu Nga, Trùng Dương | Kết hợp với Hoàng Bách, Nam Cường, Dũng Dablo, Trương Diễm, Trung Dũng, Trương Trần Anh Duy, Nguyễn Phi Hùng, Hà Nhi Idol, Tùng Lâm, Lona, Triệu Lộc, Ngọc Mai, Tuyết Mai, Khắc Minh, Phạm Đình Thái Ngân, Xuân Nghi The Voice, Quốc Nghiệp, Lê Đình Minh Ngọc, Vicky Nhung, Hoàng Phương, Vũ Phương, Duyên Quỳnh, Minh Sang, Henry Ngọc Thạch, Phương Thanh, Hiền Thục, Lưu Hiền Trinh, Lam Trường, Hiển Vinh, The Wings, X2X, Ykroc, 2 Thousand |

### Video âm nhạc đã xuất hiện
| Năm  | Ngày phát hành    | Tên                         | Nghệ sĩ                     | Album                                                                                    | Thành viên             | Ghi chú                |
| 2020 | 28 tháng 4, 2020  | Cô Vy Ơi Con Muốn Đi Học    | Mon Hoàng Anh (P336)        |                                                                                          | Phụng Nhi, Tammy       | —                      |
| 2020 | 29 tháng 5, 2020  | Một Bản Tình Ca Nhịp 6/8    | Phùng Khánh Linh            | OST 'SOL - Stage of love' the series                                                     | Kaycee                 | —                      |
| 2020 | 25 tháng 8, 2020  | Họa Mây                     | X2X                         |                                                                                          | Như Thảo               | Cố Giang Tình (phần 2) |
| 2020 | 28 tháng 12, 2020 | Đời Vui Lắm Em Ơi           | X2X                         | Anna, Ashley, Janie, Kaycee, Linh Mai, Ni Ni, Tiên Linh, Trùng Dương, Trúc Phạm, Xuân Ca | —                      |                        |
| 2021 | 22 tháng 1, 2021  | Không Yêu Cũng Chẳng Cô Đơn | Cody (Uni5), Đỗ Hoàng Dương | OST 'Em là chàng trai của anh'                                                           | —                      | Linh Mai               |
| 2021 | 23 tháng 2, 2021  | Tình Bạn Diệu Kỳ            | Amee, Ricky Star, Lăng LD   | Diệu kỳ Việt Nam                                                                         | Trúc Phạm, Trùng Dương | Phiên bản đặc biệt     |